# Liste der Monuments historiques in Blotzheim
Die Liste der Monuments historiques in Blotzheim führt die Monuments historiques in der französischen Gemeinde Blotzheim auf.

## Liste der Bauwerke
| Bezeichnung                 | Beschreibung                                                                        | Standort                  | Kennzeichnung | Schutzstatus | Datum | Bild           |
| --------------------------- | ----------------------------------------------------------------------------------- | ------------------------- | ------------- | ------------ | ----- | -------------- |
| Kapelle Notre-Dame-du-Chêne | Wallfahrtskapelle; Glockenturm von 1494, Schiff von 1629, Chor 1712 bis 1717 erbaut | Rue de la Chapelle (Lage) | PA00085352    | Inscrit      | 1986  | weitere Bilder |

## Liste der Objekte
| Bezeichnung                         | Beschreibung | Standort                                        | Kennzeichnung | Schutzstatus | Datum | Bild |
| ----------------------------------- | --- | ----------------------------------------------- | ------------- | ------------ | ----- | ---- |
| Pietà                               | Holz, farbig gefasst und vergoldet, erste Hälfte des 15. Jahrhunderts | in der Kapelle Notre-Dame-du-Chêne (Lage)       | PM68000813    | Classé       | 2001  |      |
| Antoniusaltar                       | Seitenaltar; Altartisch und Retabel; Holz, farbig gefasst und vergoldet, 18. Jahrhundert | in der Kapelle Notre-Dame-du-Chêne (Lage)       | PM68001408    | Inscrit      | 2002  |      |
| Orgel                               | Haupteintrag für PM68000661 | in der Kapelle Notre-Dame-du-Chêne (Lage)       | PM68000877    | Classé       | 1987  |      |
| Instrumentalteil der Orgel          | 1843 von Joseph Callinet gebaut | in der Kapelle Notre-Dame-du-Chêne (Lage)       | PM68000661    | Classé       | 1987  |      |
| Marienaltar                         | Hauptaltar; Altartisch, Tabernakel und Retabel; Holz, farbig gefasst und vergoldet, Anfang des 18. Jahrhunderts | in der Kapelle Notre-Dame-du-Chêne (Lage)       | PM68000814    | Classé       | 2001  |      |
| Niklaus-von-Flüe-Altar              | Seitenaltar; Altartisch, Retabel und Gemälde Erziehung Mariens; Holz, farbig gefasst und vergoldet, sowie Ölfarbe auf Leinwand, Anfang des 18. Jahrhunderts                                                                  | in der Kapelle Notre-Dame-du-Chêne (Lage)       | PM68001254    | Inscrit      | 2000  |      |
| Grabstein für Urs Glutz             | Sandstein, 1697 | außen an der Kapelle Notre-Dame-du-Chêne (Lage) | PM68001252    | Inscrit      | 2000  |      |
| Wandverkleidung des Chorraums       | Holz, farbig gefasst und vergoldet, Anfang des 18. Jahrhunderts | in der Kapelle Notre-Dame-du-Chêne (Lage)       | PM68001250    | Inscrit      | 2000  |      |
| Sebastiansaltar                     | Seitenaltar; Altartisch, Retabel und zwei Gemälde; Holz, farbig gefasst und vergoldet, sowie Ölfarbe auf Leinwand, Anfang des 18. Jahrhunderts; Gemälde nach Jacopo Palma der Jüngere, möglicherweise von Franz Carl Stauder | in der Kapelle Notre-Dame-du-Chêne (Lage)       | PM68001253    | Inscrit      | 2000  |      |
| Pietà                               | Holz, farbig gefasst, versilbert und vergoldet, Anfang des 18. Jahrhunderts | in der Kirche St-Léger (Lage)                   | PM68001247    | Inscrit      | 2000  |      |
| Gemälde Maria Immaculata            | Ölfarbe auf Leinwand, 18. Jahrhundert | in der Kirche St-Léger (Lage)                   | PM68001249    | Inscrit      | 2000  |      |
| Gemälde Heiliger Antonius von Padua | Ölfarbe auf Leinwand, 18. Jahrhundert | in der Kirche St-Léger (Lage)                   | PM68001248    | Inscrit      | 2000  |      |